# Kentville
Kentville é a cidade sede do condado de Kings, na província canadense da Nova Escócia, província do atlântico no leste do Canadá.
A população da cidade, de acordo com o censo canadense de 2016, era de 6.271 habitantes e a área era de cerca de 17.26 quilômetros quadrados.